# Gottfried Nägele
Gottfried Nägele (* 10. November 1841 in Ebnet (Bonndorf im Schwarzwald); † 27. Januar 1914 in Waltersweier) war ein deutscher katholischer Priester und Malakologe.

## Leben
Gottfried Nägele wurde am 10. November 1841 auf dem Kohlhalder Hof bei Ebnet geboren und wuchs dort mit vier Schwestern auf. Als er zwei Jahre alt war, starb sein Vater. Zunächst besuchte er die Volksschule in der Sommerau und dann in Ebnet. Mittags hütete er das Vieh des elterlichen Hofes. Da er ein guter Schüler war, bekam er die Möglichkeit, das Gymnasium in Donaueschingen und von 1860 bis 1864 in Konstanz zu besuchen. Schon damals begann er systematisch die Pflanzenwelt des Schwarzwaldes zu analysieren. Er studierte in Freiburg im Breisgau Theologie und wurde 1868 zum Priester geweiht. Nach Kaplansjahren in Grießen, Neustadt und Waldshut kam er 1873 als Pfarrverweser nach Waltersweier bei Offenburg. 1883 wurde ihm die Pfarrei zuerkannt, in der er dann bis zu seinem Tod 1914 Pfarrer war.

## Forschung
Den Beginn seiner Forschungstätigkeit dürfte bereits mit der genauen Beobachtung der heimischen Pflanzen und Tierwelt als Bauernsohn und Hütejunge geweckt worden sein. So entdeckte er bereits in jungen Jahren auf den Wiesen des elterlichen Bauernhofes das Schwarze Kohlröschen, eine Orchideenart die es heute dort nicht mehr gibt, wurde der heimische Hof doch Ende des 19. Jahrhunderts abgebrochen und aufgeforstet. Sein Hauptforschungsgebiet lag im Bereich der Mollusken-Forschung und hier besonders der Entdeckung und Bestimmung zahlreicher Schneckenarten. Diese Forschungstätigkeit brachte ihm auch den liebevollen Beinamen „Schneckenpfarrer“ ein. Obwohl er selbst nie in den Orient oder asiatische Länder reiste, hat er eine sehr umfangreiche Sammlung an Schneckengehäusen aus dieser Region zusammen getragen. Hierzu knüpfte er zu vielen außereuropäischen Missionsstationen brieflichen Kontakt und bat um die Zusendung von besonders schönen und ausgefallenen Exemplaren. Die dabei anfallenden Dubletten, stellte er Hochschulen und Sammlungen des In- und Auslandes für deren malokozoologische Forschung zur Verfügung. Nägele stand in engem Kontakt mit den Professoren Oskar Boettger und Wilhelm Kobelt am Frankfurter Senckenberg Naturmuseum, welche die von Nägele der Wissenschaft zugeführten neuen Arten untersuchten und einordneten. Im Nachrichtsblatt der Deutschen Malakozoologischen Gesellschaft, den seit 1868 erscheinenden Mitteilungen der Deutschen Malakozoologischen Gesellschaft wurden die von Nägele entdeckten Arten vorgestellt und veröffentlicht.
Nägele selbst veröffentlichte regelmäßig Beiträge im Nachrichtsblatt der Malakozoologischen Gesellschaft. Er stand mit Gelehrten und Forschungsanstalten der ganzen Welt in Verbindung und war doch stets der einfache Dorfpfarrer geblieben. Er lehnte alle kirchlichen und staatlichen Ehrungen und Auszeichnung ab. Seine eigene kostbare Konchyliensammlung galten lange Zeit als verschollen. Er schenkte sie kurz vor seinem Tod dem befreundeten Freiburger Weihbischof Justus Knecht, der sie wiederum den Ursulinen des Katholischen Instituts in Freiburg für Unterrichtszwecke übergab. Im Zweiten Weltkrieg wurde diese Lehranstalt aufgelöst und ein Lazarett eingerichtet. Dabei stieß man auf die Sammlung und verständigte die Senckenbergische Naturforschende Gesellschaft in Frankfurt am Main, die die Sammlung ankaufte und im August 1941 in das Senckenberg Naturmuseum in Frankfurt überführte.

## Veröffentlichungen
- 1890 (zusammen mit O. Boettger) Zwei neue syrische Clausilien. – Nachr. Bl. Dtsch. Malak. Ges., 22: S. 137–140
- 1890 Zwei neue syrische Arten. – Nachr. Bl. Dtsch. Malak. Ges., 22: S. 140–141
- 1893 Die Molluskenfauna des nordwestlichen Persiens. – Nachr. Bl. Dtsch. Malak. Ges., 25: S. 148–149
- 1894 Einiges aus dem östlihen Kleinasien. – Nachr. Bl. Dtsch. Malak. Ges., 26: S. 104–107
- 1897 Einige neue syrische Land- und Süßwasserschnecken. – Nachr. Bl. Dtsch. Malak. Ges., 29: S. 13–15
- 1899 Eine neue Pomatia aus Persien. – Nachr. Bl. Dtsch. Malak. Ges., 31: S. 28–29
- 1899 Einiges aus Baden. – Nachr. Bl. Dtsch. Malak. Ges., 31: S. 73–77
- 1901 Einige Neuheiten aus Vorderasien [I]. – Nachr. Bl. Dtsch. Malak. Ges., 33: S. 16–31
- 1902 Einige Neuheiten aus Vorderasien [II]. – Nachr. Bl. Dtsch. Malak. Ges., 34: S. 1–9
- 1903 Helix pomatia L. – Nachr. Bl. Dtsch. Malak. Ges., 35: S. 24–27
- 1903 Einiges aus Vorderasien. – Nachr. Bl. Dtsch. Malak. Ges., 35: S. 168–177
- 1906 Einiges aus Vorderasien. – Nachr. Bl. Dtsch. Malak. Ges., 38: S. 25–30
- 1910 Einiges aus Kleinasien. – Nachr. Bl. Dtsch. Malak. Ges., 42: S. 145–152
- 1913 Helix aspersa MÜLLER. – Nachr. Bl. Dtsch. Malak. Ges., 45: S. 94–95